# بوریرام
بوریرام (به لاتین: Buriram) یک شهرک در تایلند است که در استان بوریرام واقع شده‌است.

## خصوصیات
بوریرام ۶ کیلومترمربع مساحت و ۲۸٬۲۸۳ نفر جمعیت دارد و ۱۶۳ متر بالاتر از سطح دریا واقع شده‌است.